# Burning Skies
Burning Skies fue una banda de deathcore de Bristol, Reino Unido. Formada en el 2002, firmado por Lifeforce Records.

## Miembros
- Merv Hembrough - vocal
- Liam Phelan - guitarra/vocal
- Chuck Creese - guitarra
- Stephen Ives - bajo
- James Jackson - batería

## Discografía
- A Premonition of Things to Come (EP, 2003)
- Murder by Means of Existence (2004)
- Desolation (2006)
- Greed.Filth.Abuse.Corruption (2008)
- War from a Harlots Mouth / Burning Skies (2010)